# José Moisés Nacif Júnior
José Moisés Nacif Júnior foi um político brasileiro do estado de Minas Gerais.
Nacif Júnior foi deputado estadual de Minas Gerais durante a 10ª legislatura (1985 - 1986), como suplente de alguns deputados afastados.